# Unimog 401
Der Unimog 401 ist ein allradgetriebenes Fahrzeug der Unimog-Reihe von Mercedes-Benz, der durch seine Bauart als Schlepper, Arbeitsmaschine und Geräteträger universell einsetzbar ist. Gebaut wurde er im Mercedes-Benz-Werk Gaggenau und löste den Unimog 2010 ab. Von 1953 bis 1956 entstanden 10.928 Fahrzeuge des Typs 401/402. Der 401 wurde zunächst in einer offenen Ausführung mit Verdeck gebaut, ab September 1953 auch mit geschlossener Kabine, dem sogenannten Froschauge, aufgebaut von Westfalia. Der Unimog 402 unterscheidet sich vom 401 im Wesentlichen durch den längeren Radstand von 2120 mm. Beide wurden vom Unimog 411 abgelöst, der sowohl mit dem kurzen als auch mit dem langen Radstand gebaut wurde.

## Geschichte
Der Konstrukteur Albert Friedrich entwickelte unmittelbar in der Nachkriegszeit das Universal-Motorgerät, das Daimler-Benz zunächst nicht fertigen wollte. Bei der Maschinenfabrik Boehringer in Göppingen entstanden daraufhin zwei Musterexemplare, eines davon wurde im August 1948 bei der landwirtschaftlichen Ausstellung in Frankfurt vorgestellt. Wegen der hohen Resonanz leitete Boehringer die Serienfertigung ein; bis Ende 1950 wurden 600 Exemplare dieses Unimogs 70200 gefertigt, dessen Markenzeichen ein stilisierter Ochsenkopf mit Hörnern in Form eines „U“ zierte. Daimler-Benz übernahm Ende 1950 die kompletten Produktionseinrichtungen einschließlich der Mitarbeiter von Boehringer und begann im Juni 1951 mit der Produktion des ersten Unimog im Werk Gaggenau. Der nun bei Daimler-Benz in Gaggenau produzierte Unimog gehörte zur Baureihe 2010, 1953 wurde es dann durch den 401 abgelöst. Einen technischen Unterschied gab es kaum, jedoch erhielten erst die Unimog 401 einen Mercedes-Stern.

## Technik

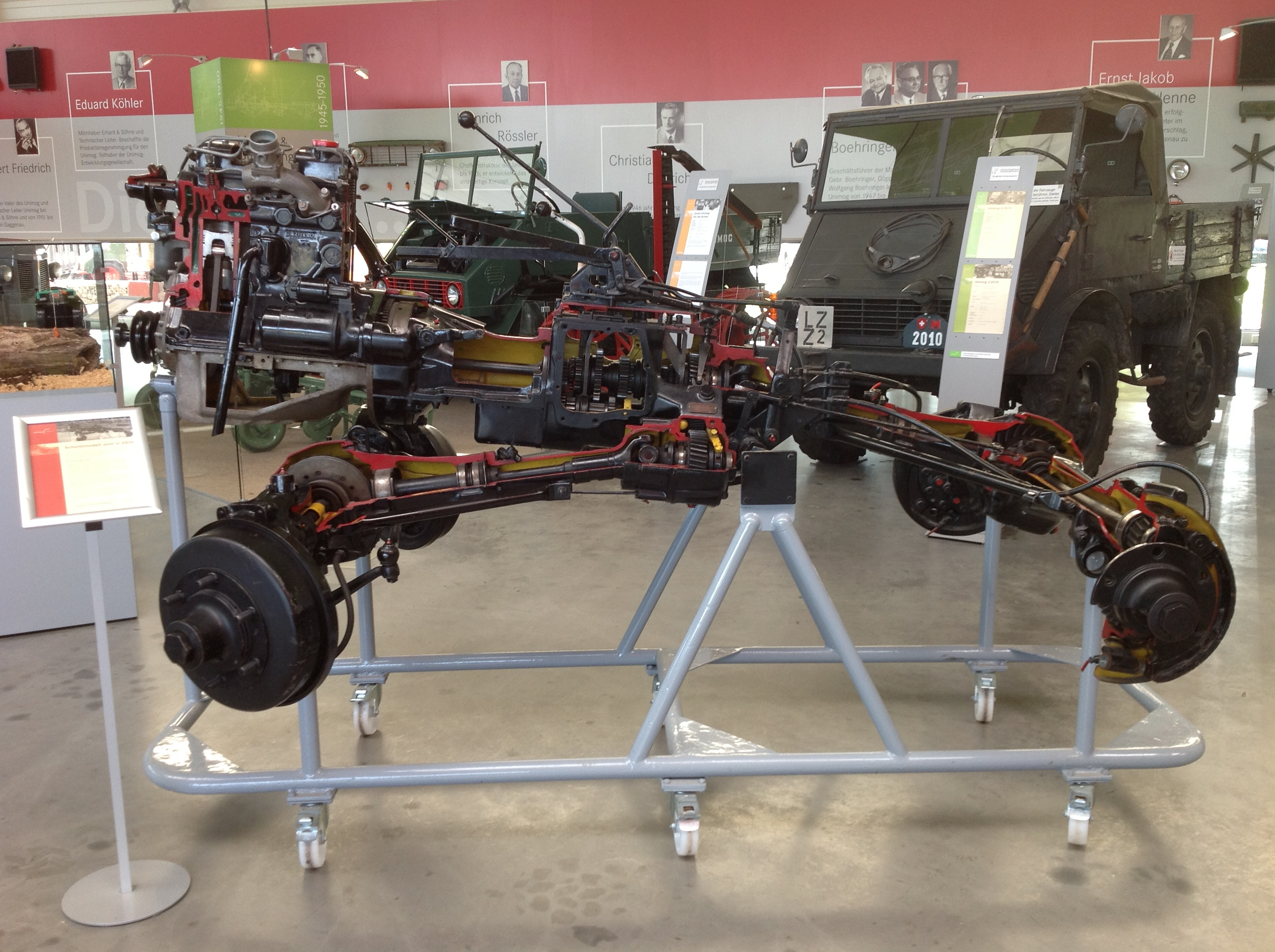
Unimog 401: Schnittmodell des Antriebsstranges im Unimog-Museum

Der Unimog 401 ist ein kompaktes, etwa 3,50 Meter langes Fahrzeug mit U-Profil-Leiterrahmen, starren Portalachsen vorne und hinten sowie vier gleich großen Rädern, die über Laufradvorgelege angetrieben werden. Vorder- und Hinterachse sind an Deichseln und Panhardstäben geführt. Sie haben Schraubenfedern mit hydraulischen Stoßdämpfern. Die Reifen des Unimogs sind Allzweckreifen der Dimension 6,5–20, die für Gelände- und Straßenfahrten ausgelegt sind. Gebremst wird das Fahrzeug mit einer hydraulisch betätigten Bremsanlage, die auf Bremstrommeln an allen Rädern wirkt. Der Unimog 401 hat einen Radstand von 1720 mm, der Unimog 402 einen Radstand von 2120 mm.

### Motor und Getriebe
Der Motor ist dem Pkw-Programm entnommen. Es ist der OM 636 VI, ein Reihenvierzylinder-Vorkammer-Saugdieselmotor mit seitlicher Nockenwelle und 1767 cm3 Hubraum, dessen Leistung für den Unimog von 40 PS (29,5 kW) auf 25 PS (18,5 kW) bei 2350 min−1 gedrosselt wurde. Der wassergekühlte Motor ist vorn mittig und leicht nach hinten geneigt eingebaut. Er wird mit einem elektrischen Anlasser gestartet.

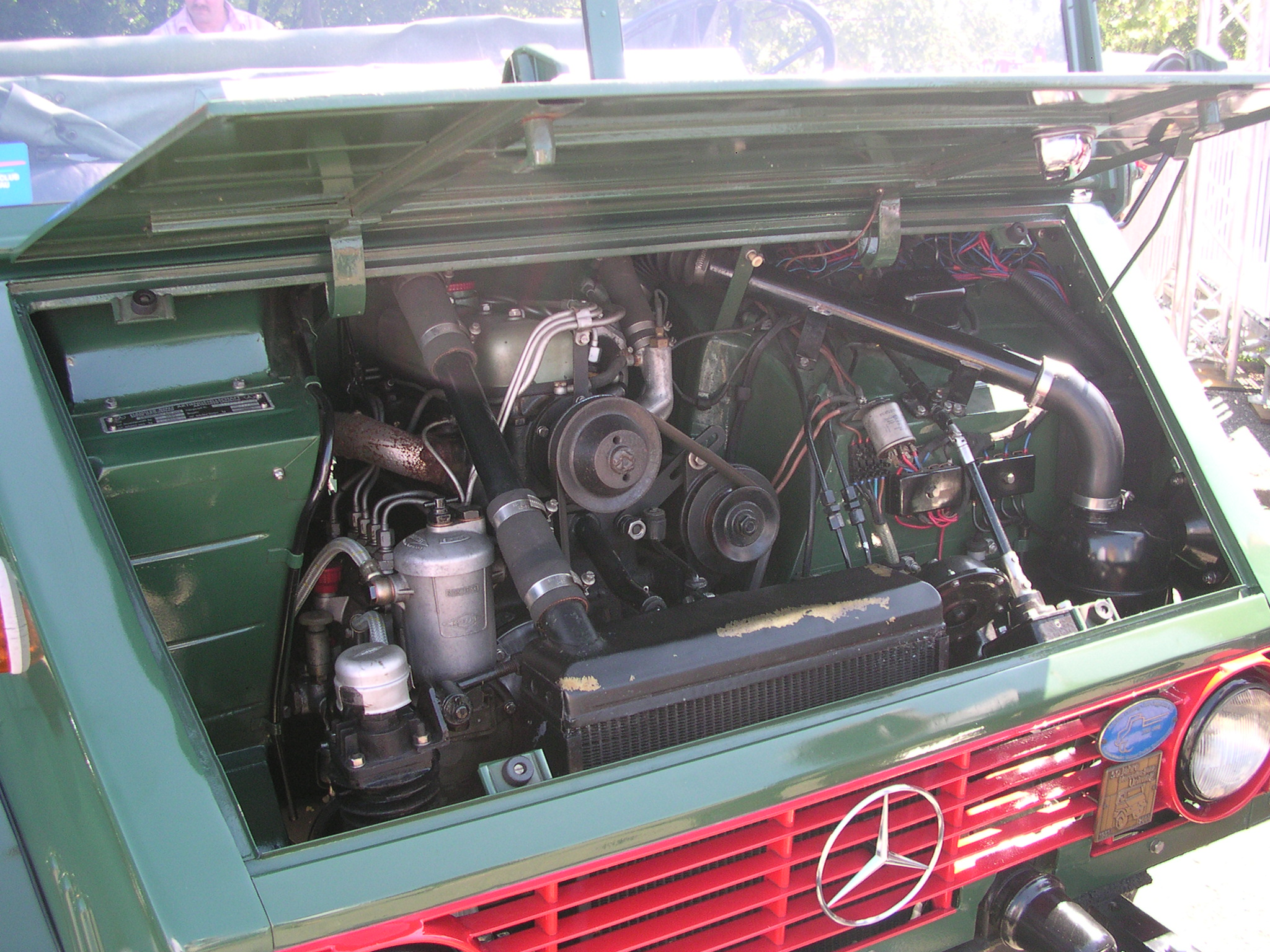
Motor OM 636 des Unimog 401

Das Getriebe ist ein mechanisches Klauengetriebe mit sechs Vorwärts- und zwei Rückwärtsgängen von Daimler-Benz. Der Unimog 401 ist allradgetrieben, der Vorderradantrieb kann während der Fahrt ohne Betätigung der Kupplung an- und abgeschaltet werden. Die Differenziale der Vorder- und Hinterachse können gesperrt werden. Die Kraft wird vom Motor über eine Einscheibentrockenkupplung von Fichtel & Sachs auf das Getriebe übertragen. Auf Wunsch gab es ein Zusatzkriechganggetriebe mit zwei Gängen.

### Ausstattung und Zubehör
Die elektrische Anlage umfasst eine 12-V-Bosch-Lichtmaschine mit einer Leistung von 150 W. Sie lädt einen 12-V/105-Ah-Bleisäureakkumulator. Vorn sind im Unimog zwei Scheinwerfer, hinten Schlussleuchten, an den Seiten elektrische Winker und an der Frontscheibe elektrische Scheibenwischer eingebaut. Er hat auch eine elektrische Hupe und wahlweise eine Steckdose für Anhängerbeleuchtung.
Auf dem hinteren Teil des Unimogs ist eine Pritsche mit einer Fläche von 2,25 m2 aufgebaut, auf die eine Nutzlast von einer Tonne geladen werden kann. Serienmäßig waren eine automatische gefederte Anhängerkupplung hinten und ein Zugmaul vorne. Für Anbaugeräte hat das Fahrzeug eine Ackerschiene.
Zur Kraftabnahme konnte für den 401 vorne und hinten je eine Zapfwelle genormt nach DIN 9611 eingebaut werden, die sich mit 540 min−1 dreht, die Leistungsabgabe entspricht ca. 22 PS (16 kW). Des Weiteren konnte rechts eine Riemenscheibe mit einem Durchmesser von 315 mm eingebaut werden, ebenfalls mit einer Abgabeleistung von 22 PS (16 kW). Auf Wunsch war außerdem ein Reserverad lieferbar und die Räder der Hinterachse konnten gegen Aufpreis doppelt bereift werden. Ferner war eine Anhängerbremsanlage erhältlich. Weiteres Zubehör waren unter anderem eine Seilwinde, ein Mähbalken und Druckluftkompressoren.
Beim Unimog 2010 wurde zunächst ausschließlich ein offener Fahrerplatz mit Wetterverdeck, umklappbarer Windschutzscheibe, abnehmbaren Seitenteilen und einer festen Rückwand angeboten. Lackiert wurde diese Ausführung in Unimog-Grün. Mit der Umzeichnung in Unimog 401 wurde die Variante mit geschlossenem Ganzstahlfahrerhaus eingeführt. Die Ausführung mit Wetterverdeck hieß nun Ausführung A, mit Ganzstahlfahrerhaus Ausführung A/F. Analog dazu sind die Fahrzeuge mit Anhängerbremsanlage als Ausführung B (mit Verdeck) und als Ausführung B/F (mit Ganzstahlkabine) benannt. Fahrzeuge mit Ganzstahlfahrerhaus konnten Unimog-grün, hellgrau und Mercedes-blau geliefert werden.

## Technische Daten

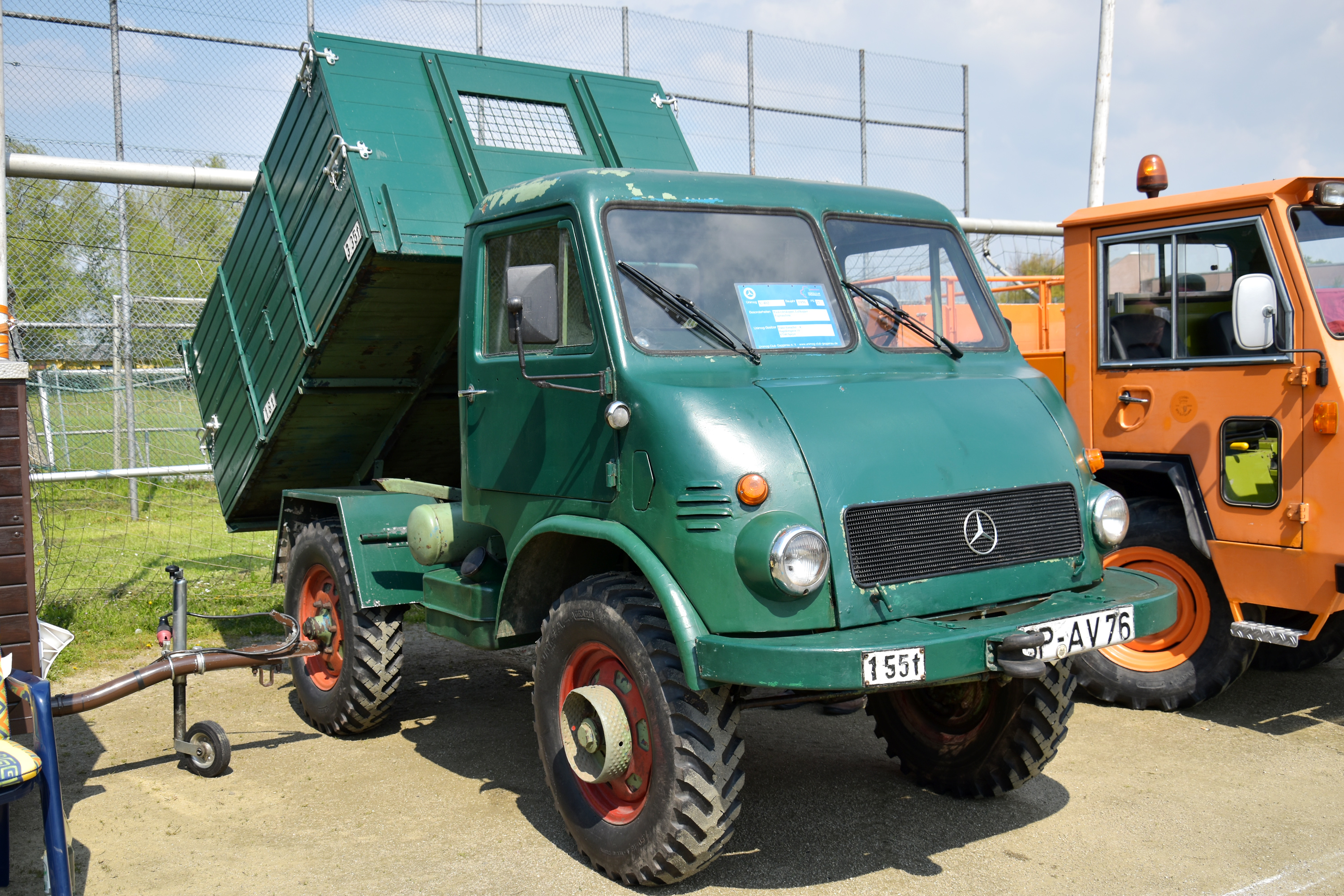
Unimog 402 mit langem Radstand (2170 mm) und Rückwärtskipper

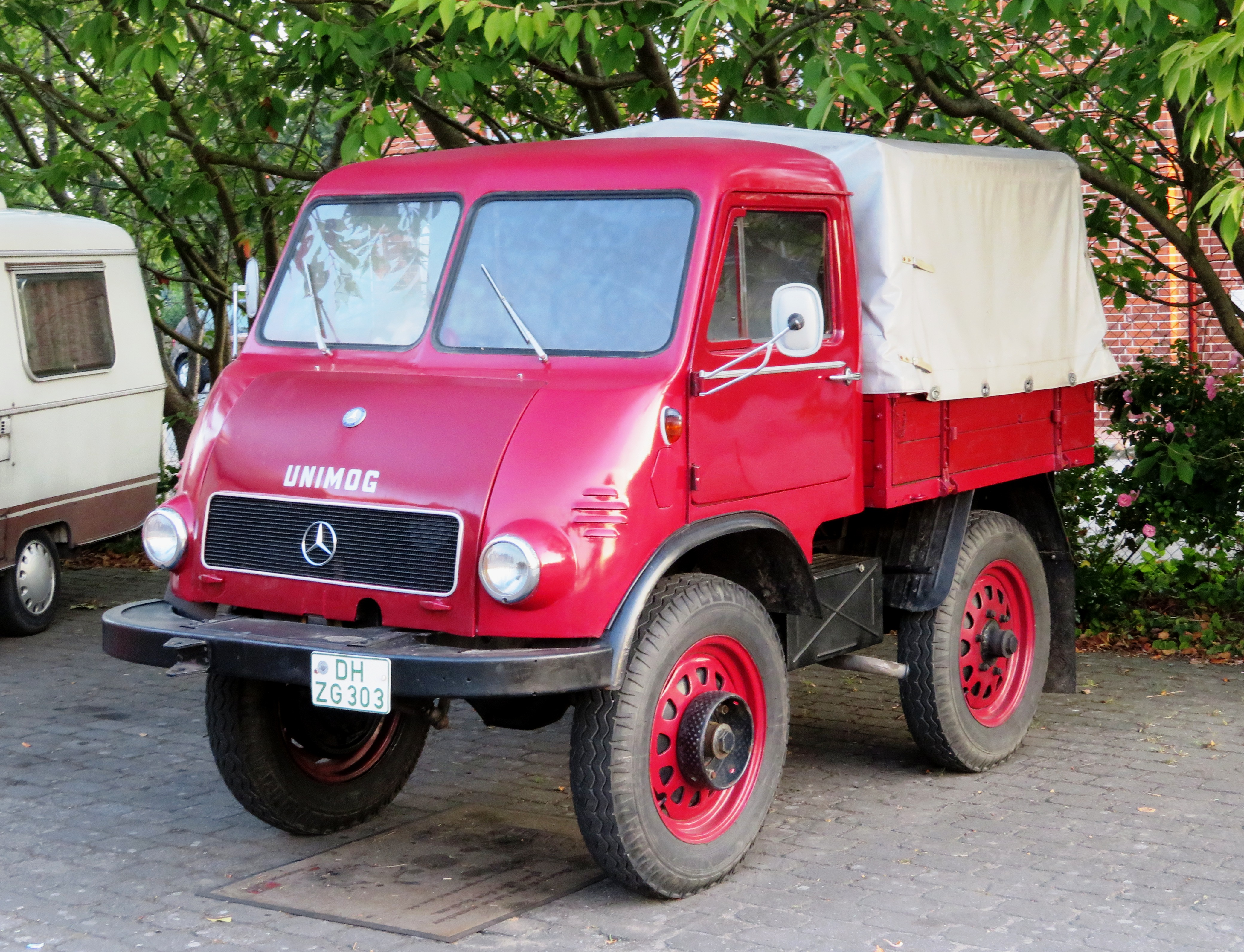
Unimog 401 Froschauge mit Ganzstahlkabine von Westfalia

| Kenngrößen               | Unimog 401                                                |
| Abmessungen und Gewichte | Abmessungen und Gewichte                                  |
| ------------------------ | --------------------------------------------------------- |
| Spurweite                | 1270 mm 1470 mm (nach Umstecken der Räder)                |
| Radstand                 | 1720 mm                                                   |
| Bodenfreiheit            | 380 mm                                                    |
| Länge                    | 3520 mm                                                   |
| Breite                   | 1630 mm                                                   |
| Höhe                     | 2050 mm (mit Verdeck)                                     |
| Wendekreisdurchmesser    | 7600 mm                                                   |
| Ladepritsche             | 1,5 × 1,5 m, 2,25 m2                                      |
| Leergewicht              | 1680 kg                                                   |
| Nutzlast                 | 1000 kg                                                   |
| max. Gesamtmasse         | 3150 kg                                                   |
| Antriebsstrang           |                                                           |
| Kraftübertragung auf     | Hinterräder, Vorderradantrieb zuschaltbar                 |
| Getriebe                 | Daimler-Benz-Sechsgangklauengetriebe, zwei Rückwärtsgänge |
| Kupplung                 | Einscheibentrockenkupplung von Fichtel & Sachs            |
| Höchstgeschwindigkeit    | 53 km/h                                                   |
| Kraftstoffverbrauch      | 10 l/100 km                                               |
| Motor                    |                                                           |
| Motorbezeichnung         | OM 636 VI                                                 |
| Motortyp                 | Reihen-Vierzylinder-Vorkammer- OHV-Saugdieselmotor        |
| Kühlung                  | Wasser                                                    |
| Bohrung × Hub            | 75 × 100 mm                                               |
| Hubraum                  | 1767 cm3                                                  |
| Verdichtungsverhältnis   | 19 : 1                                                    |
| Nennleistung             | 25 DIN-PS (18,5 kW) bei 2350 min−1                        |
| max. Drehmoment          | 10,3 kpm (101 Nm) bei 2000 min−1                          |